# 瓦尔泽亚-杜波苏
瓦尔泽亚-杜波苏是巴西巴伊亚州的一个市镇。总面积220.414平方公里，总人口6637人，人口密度30.1人/平方公里。